# Gnorimosphaeroma izuense
Gnorimosphaeroma izuense is een pissebed uit de familie Sphaeromatidae. De wetenschappelijke naam van de soort is voor het eerst geldig gepubliceerd in 2007 door Nunomura.